# Handrij Zejler

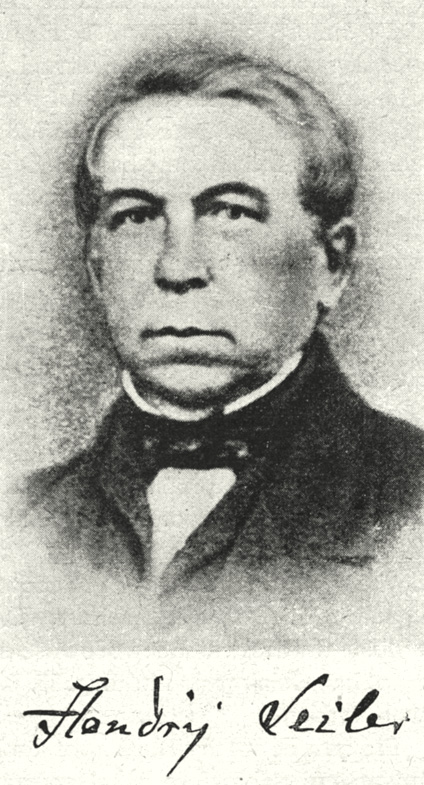
Handrij Zejler

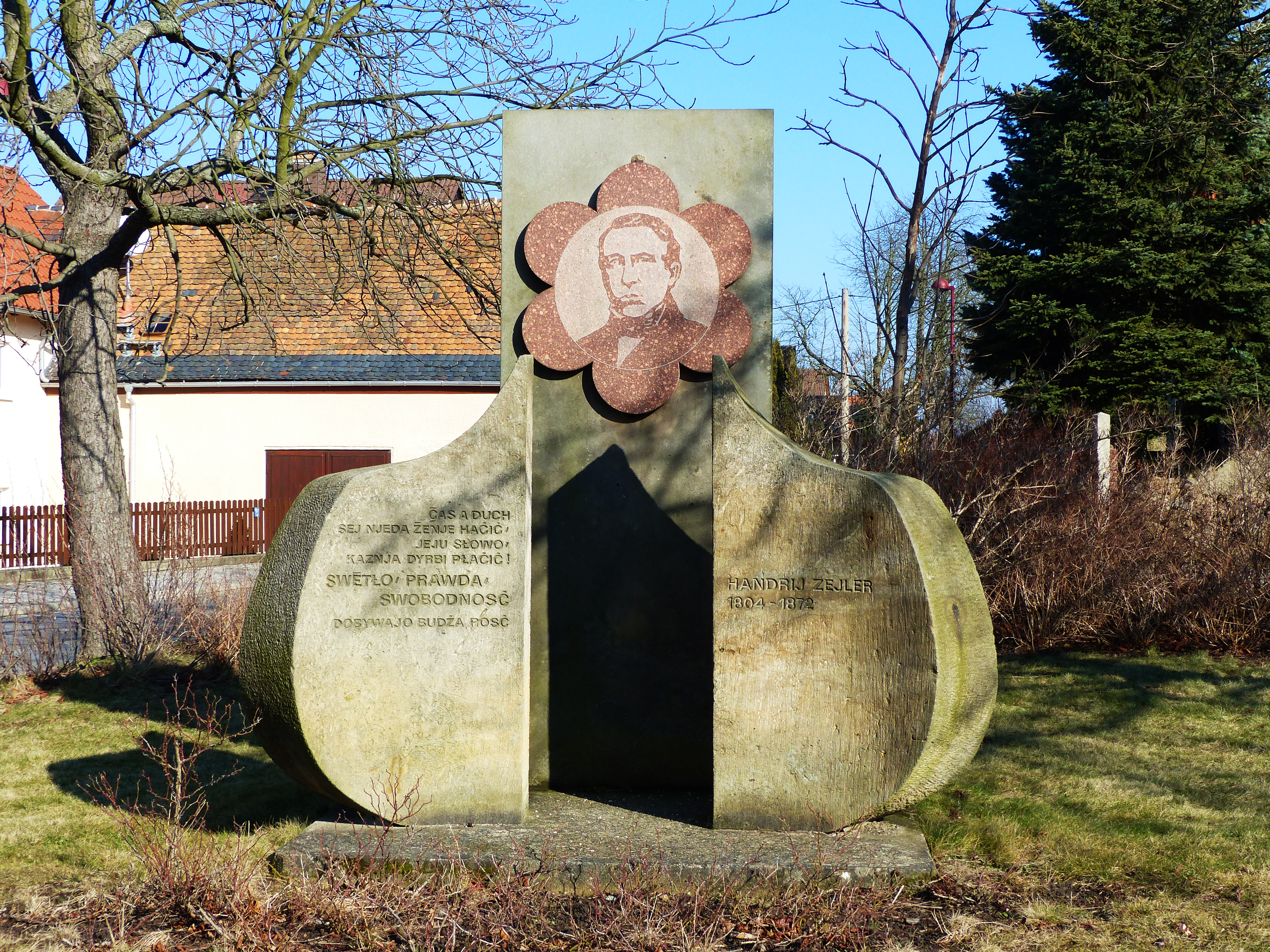
Handrij-Zejler-Denkmal in Salzenforst

Handrij Zejler (deutsch Andreas Seiler; * 1. Februar 1804 in Salzenforst bei Budissin; † 15. Oktober 1872 in Lohsa) war ein sorbischer evangelischer Pfarrer, Lyriker und Fabeldichter. Er gilt als Begründer der modernen sorbischen Dichtung und schrieb den Text der Rjana Łužica, der Hymne der Sorben.

## Leben
Zejler war der Sohn des Häuslers Johann Seiler (Jan Zejler) und dessen Ehefrau Maria, geb. Berk aus Soculahora (Marja Běrkec). Er wurde am Bautzener Gymnasium von seinen Lehrern im Geiste des Humanismus geprägt und begeisterte sich schon früh für die slawische Romantik. Er studierte von 1825 bis 1829 Theologie in Leipzig. In Leipzig lernte er den serbischen Dichter und Begründer der neuserbischen Literatur Sima Milutinović kennen, der ihn zeitweise materiell unterstützte. Nach dem Studium war Zejler zunächst als Mitglied der Lausitzer Predigergesellschaft Hilfsprediger und von 1835 bis an sein Lebensende Pfarrer in Lohsa.
Zejler schrieb eine Vielzahl von Gedichten und Liedern, die in späterer Zeit vertont zu echten Volksliedern wurden. Besonders bekannt ist „Lubka lilija“ (Liebste Lilie). Die Themen dieser Werke sind zumeist die Freundschaft junger Menschen, die Liebe, die Heimat und die Natur. Ihre Form ist einfach und sangbar, häufig dem sorbischen Volkslied verpflichtet. Gelegentlich schrieb Zejler auch Gedichte auf Deutsch. Einige seiner Werke wurden von Jurij Brězan, Kito Lorenc und Albert Wawrik in die deutsche Sprache übertragen oder nachgedichtet.
Zejler gab verschiedene religiöse sorbische Zeitungen und 1830 eine Kurzgefaßte Grammatik der Sorben-Wendischen Sprache nach dem Budissiner Dialekte heraus und war 1847 Mitbegründer der sorbischen wissenschaftlichen Gesellschaft Maćica Serbska. Damit gilt er vielen Sorben als Begründer ihrer nationalen Wiedergeburt. Von 1842 bis 1848 war er Redakteur des sorbischen Wochenblatts Tydźenska nowina. 1844 begegnete er dem sorbischen Komponisten Korla Awgust Kocor, und 1845 veranstaltete er mit diesem in Bautzen ein sorbisches Konzert, das die erste öffentliche Demonstration der sorbischen Nationalkultur und Auftakt einer lebendigen Pflege eigener Kulturtraditionen war.

## Darstellung Zejlers in der bildenden Kunst
- Konrad Zenda: Handrij Zejler (1948, Porträtbüste, Bronze)[3]

## Zejler-Preis
Seit 2014 wird alle zwei Jahre der nach Handrij Zejler benannte Zejler-Preis vergeben. Die Ehrung wurde durch die Sächsische Staatsregierung ins Leben gerufen und wird durch den Kulturminister des Freistaats Sachsen verliehen. Mit dem Preis sollen herausragende Verdienste um den Erwerb, den Gebrauch und die Vermittlung der sorbischen Sprache, insbesondere des Obersorbischen, gewürdigt werden.
Preisträger sind:
- 2014: Gerat Wornar
- 2016: Irene Šěrak
- 2018: Juliana Kaulfürst und Dieter Reddo († 2020)
- 2020: Christina Meschgang
- 2022: Wito Bejmak/Böhmak
- 2024: Eva-Maria Zschornack[5]